# Даниел Стийл
Даниел Стийл (на английски: Danielle Steel) е американска писателка на бестселъри в жанра любовен роман.

## Биография и творчество
Даниел Стийл е родена на 14 август 1947 г. в Ню Йорк, САЩ.
Към 2019 г. има издадени 179 романа, а книгите ѝ имат над 480-милионен тираж.
Въпреки че е родена в Ню Йорк, Стийл живее дълго време в Париж.
1. ↑  www.hs.fi //   Посетен на 19 август 2021 г.
2. ↑  "How the Hell Has Danielle Steel Managed to Write 179 Books?". Glamour. Retrieved January 24, 2023.

## Избрани произведения
- Дар (2003)
- Имението (2002)
- Целувката (2001)
- Изгубените надежди (2001)
- Без драскотина (2000)
- Сватбата (2000)
- Неустоима сила (1999)
- Неговата ярка светлина (1998)
- Тиха чест (1996)
- Радост и болка (1992)
- Ударите на сърцето (1991)
- Звезда (1989)
- Зоя (1988)
- Хубави неща (1987)
- Съдбовен калейдоскоп (1987)
- Семеен албум (1985)
- Сезон на страстта (1980)
- Паломино (1981)
- Дом на улица „Надежда“ (2000)
- Бунгало №2 (2007)
- Спомен (1981)
- Невинни лъжи (2009)